# Ema Horvath
Ema Horvath   (Atlanta, 28 de gener de 1994) és una actriu estatunidenca. Ha aparegut a les pel·lícules Like.Share.Follow. (2017), The Gallows Act II, The Mortuary Collection (ambdós 2019) i What Lies Below (2020). Des del 2022, interpreta a Eärien, la germana d'Isíldur, a la sèrie de televisió fantàstica d'Amazon Prime El Senyor dels Anells: Els anells de poder.

## Primers anys
Ema H. Horvath va néixer i es va criar als Estats Units amb ascendència eslovaca. La seua primera experiència amb la interpretació va ser als cinc anys, en el seu paper de debut com a tulipa al seu teatre local. Va estudiar interpretació durant dos anys a l'Interlochen Center for the Arts. Va rebre una llicenciatura en literatura anglesa a la Universitat Harvard. Un dels seus primers papers com a estudiant de primer any va ser interpretar el personatge principal de Katerina en una producció totalment femenina de The Taming of the Shrew de Shakespeare. Es va graduar a Harvard el 2016 i va seguir la seua carrera d'actriu, després d'haver aconseguit el seu primer paper a la pantalla a la pel·lícula Like.Share.Follow.

## Carrera
El primer paper de Horvath va ser com a Shell a la pel·lícula de terror psicològic de Blumhouse Productions del 2017 Like.Share.Follow. que es va estrenar al Screamfest Horror Film Festival el 18 d'octubre de 2017. El 2019 va aconseguir el paper protagonista d'Auna Rue a la pel·lícula de terror sobrenatural The Gallows Act II. El mateix any, va protagonitzar la pel·lícula de terror d'antologia The Mortuary Collection, que es va presentar al Fantasia International Film Festival. El 2020, Horvath va continuar la seua sèrie d'aparicions en el gènere de terror interpretant a una adolescent de 16 anys a la pel·lícula de terror What Lies Below. El mateix any va protagonitzar la sèrie de televisió de Quibi Don't Look Deeper.
El 2022, Horvath es va unir al repartiment de la sèrie de televisió fantàstica de Prime Video El Senyor dels Anells: Els anells de poder, que es basa en les obres de J. R. R. Tolkien. Interpreta la Númenóreana Eärien, germana d'Isíldur i filla d'Eléndil.